# Granulicella rosea
Granulicella rosea es una especie de bacteria gramnegativa del género Granulicella. Fue descrita en el año 2010. Su etimología hace referencia a color rosado. Es aerobia e inmóvil. Tiene un tamaño de 0,5-1 μm de ancho por 1,5-9 μm de largo. Produce grandes cantidades de polisacárido extracelular. Forma colonias de color rosado. Catalasa positiva y oxidasa negativa. Temperatura de crecimiento entre 2-33 °C, óptima de 18-22 °C. Es sensible a los antibióticos: ampicilina y kanamicina. Resistente a cloranfenicol, gentamicina, estreptomicina, neomicina, lincomicina y novobiocina. Tiene un contenido de G+C de 58,3%. Se ha aislado del musgo Sphagnum en Obukhovskoe, región de Yaroslavl, Rusia. 